# Reagan Youth
Reagan Youth es una banda estadounidense de punk rock formada por el cantante Dave Rubinstein (Dave Insurgent) y el guitarrista Paul Bakija (Paul Cripple) en Queens, Nueva York en 1980. Fueron una de las primeras bandas de hardcore punk de la costa este, y también hicieron parte del movimiento anarcopunk. El nombre de la agrupación es una especie de sátira y se formó a raíz del apellido del expresidente de los Estados Unidos Ronald Reagan y de las Juventudes Hitlerianas.
Su carrera inicial duró hasta 1990 y terminó con la muerte del cantante Dave Rubinstein por suicidio. En 2006, Bakija reformó la banda con el bajista Al Pike y el baterista Javier Madriaga.
La banda tocaba regularmente en el club CBGB y realizaba giras por todo Estados Unidos, compartiendo escenario con importantes bandas de la época como Dead Kennedys, Bad Brains, Misfits y Beastie Boys. Su canción "Degenerated" fue usada en la banda de sonido de la película Cabezas huecas de 1994, interpretada por una banda ficticia llamada The Lone Rangers, formada por los actores Adam Sandler, Brendan Fraser y Steve Buscemi.

## Miembros

### Actuales
- Paul Bakija – guitarra (1980–1990, 2006–presente)
- Tibbie X – bajo (2012–presente)
- Rick Contreras - batería (2015–presente)
- A.J. Delinquent - voz (2016–presente)

### Anteriores
- Dave Rubinstein (fallecido) – voz (1980–1990)
- Andy Bryan (fallecido) – bajo (1980–1981)
- Charlie Bonet – batería (1980–1981, 1982)
- Al Pike – bajo (1981–1984, 2006–2011)
- Steve Weissman – batería (1982–1984)
- Victor Dominicis – bajo (1984–1990)
- Rick Griffith – batería (1984–1985)
- Javier Madriaga – batería (1985–1990, 2006–2010)
- Pat McGowan – voz (2006–2010)
- Kenny Young (fallecido) – voz, guitarra, bajo (2010–2012)
- Dave Manzullo – bajo (2011–2012)
- Jim Pepe - voz (2011–2012)
- Mike Sabatino – batería (2010–2012)
- Paul Rye - voz (2012)
- Felipe Torres - batería (2012–2013)
- Trey Oswald - voz (2012–2015)
- Stig Whisper - batería (2013–2015)
- Jeff Penalty - voz (2015)

## Discografía
- Youth Anthems for the New Order (1984)
- Volume 1 (1989)
- Volume 2 (1990)
- A Collection of Pop Classics (1994)
- Live & Rare (1998)
- Punk Rock New York (2007)
- The Complete Youth Anthems For The New Order 7" Box Set (2016)
- Volume III - Life & Times Revisited (2025)